# Byte (magazine)
Pour les articles homonymes, voir Byte (homonymie).
Byte était un magazine informatique américain traitant des micro-ordinateurs des années 1970 aux années 1990.
Alors que les magazines du milieu des années 1980 sont massivement orientés Windows ou Macintosh, généralement dans une perspective d'utilisation "bureautique", Byte couvre un large spectre d'applications informatiques de petits ordinateurs et logiciels. Il publie régulièrement des articles plus larges traitant de supercalculateurs ou de haute disponibilité.

## Histoire
Le premier numéro de Byte est sorti en 1975 quelque temps après l'apparition des premiers kits micro-informatiques, disponibles auprès du cercle des électroniciens — par le biais des magazines d'électronique pratique. Le prix de l'abonnement annuel est, initialement, de 10 $.
Au départ, Byte publie principalement des articles sur les kits électroniques ou informatiques et sur des programmes améliorant le fonctionnement des ordinateurs. Après l'apparition de l'IBM PC, il s'oriente progressivement vers la publication de tests de matériel informatique.
Byte commence à décliner dans les années 1990, jusqu'à son rachat en mai 1998 par CMP Media, société publiant d'autres revues spécialisées en informatique (par exemple le Dr. Dobb's Journal (en), également fondé en 1975). CMP Media cesse la publication de Byte (le dernier numéro est celui de juillet 1998), licencie toute l'équipe rédactionnelle et ferme son important laboratoire de tests de produits,. Les abonnés se voient proposer deux abonnements au choix parmi les autres magazines de CMP. Cette façon brutale de fermer un magazine aussi connu et toujours en croissance choque beaucoup de lecteurs. Plusieurs personnes en colère affirment sur internet que CMP Media a racheté Byte pour détruire un concurrent de ses propres publications. La publication de Byte a continué en Allemagne et au Japon. L'édition arabe a fini abruptement.